# ティーン・タイタンズ
『ティーン・タイタンズ』（英: Teen Titans）は、DCコミックスの出版するアメリカン・コミックスに登場する架空のスーパーヒーローチーム、及びコミックのタイトル。メンバーは10代のスーパーヒーローやサイドキックによって構成されている。

## ティーン・タイタンズ/タイタンズ
創立メンバー
ロビン（Robin）
本名：ディック・グレイソン。バットマンのサイドキックであり、後のナイトウィング。
キッド・フラッシュ（Kid Flash）
本名：ウォーリー・ウェスト。ザ・フラッシュのサイドキックであり、後の3代目フラッシュ。
アクアラッド（Aqualad）
本名：ガース。アクアマンのサイドキックであり、後のテンペスト。
ワンダーガール（Wonder Girl）
本名：ドナ・トロイ。ワンダーウーマンのサイドキックであり、後のトロイア。
スピーディ（Speedy）
本名：ロイ・ハーパー。グリーンアローのサイドキックであり、後のアーセナル及び初代レッド・アロー。
追加メンバー
ホーク（Hawk）
本名：ハンク・ホール。後のモナーク及びエクスタント。
ダブ（Dove）
本名：ドン・ホール。
ガーディアン（Guardian）
本名：マル・ダンカン。
アクアガール（Aquagirl）
本名：トゥーラ。
グナーク（Gnarrk）
本名：ジョン・グナーク。
ハーレクイン（Harlequin）
本名：デュエラ・デント。トゥーフェイスの娘。
バンブルビー（Bumblebee）
本名：カレン・ビーチャー゠ダンカン。

## ニュー・ティーン・タイタンズ
レイブン（Raven）
地球名：レイチェル・ロス。トライゴン（Trigon）の娘であり、悪魔と人間のハーフ。
スターファイヤー（Starfire）
本名：コリアンダー。タマラン星の王女。The New 52ではレッドフード、アーセナルと共にアウトローズを結成。
ビーストボーイ（Beast Boy）
本名：ガーフィールド・ローガン。様々な動物に姿を変える能力を持つ。「ドゥームパトロール」のメンバーでもある。
サイボーグ（Cyborg）
本名：ビクター・ストーン。瀕死の状態からサイバネティックスの治療を施され機械の体になる。The New 52からジャスティス・リーグに加入。
テラ（Terra）
本名：タラ・マルコフ。地質を操るジオキネシスの能力を持つ。
ジェリコ（Jericho）
本名：ジョゼフ・ウィリアム・ウィルソン。デスストロークの息子。
コール（Kole）
本名：コール・ウェザーズ。身体をケイ素に変化させる能力を持つ。
ロビン（Robin）
本名：ジェイソン・トッド。後にレッドフードを名乗り、スターファイヤー、アーセナルと共にアウトローズを結成。
パンサ（Pantha）
本名：ロザベル・メンデス。ヒョウの身体能力と鋭い鉤爪を持つ。プロジェクト「X-24」で生み出された人造人間。

## ティーン・タイタンズ（2000年代）
ロビン（Robin）
本名：ティム・ドレイク。
ワンダーガール（Wonder Girl）
本名：キャシー・サンズマーク。
スーパーボーイ（Superboy）
本名：コン゠エル/コナー・ケント。
スピーディ（Speedy）
本名：ミア・ディアデン。
アクアガール（Aquagirl）
本名：ロレーナ・マルケス。
ザターラ（Zatara）
本名：ザッカリー・ザターラ。
ミス・マーシャン（Miss Martian）
本名：メガン・モーズ。
スーパーガール（Supergirl）
本名：カーラ・ゾー゠エル。
ブルービートル（Blue Beetle）
本名：ハイメ・レイエス。
スタティック（Static）
本名：バージル・オービッド・ホーキンス。
ロビン（Robin）
本名：ダミアン・ウェイン。
ソルスティス（Solstice）
本名：キラン・シン。

## ティーン・タイタンズ（2010年代）
ロビン（Robin）
本名：ダミアン・ウェイン。
スターファイヤー（Starfire）
本名：コリアンダー。
ビーストボーイ（Beast Boy）
本名：ガーフィールド・ローガン。
レイブン（Raven）
地球名：レイチェル・ロス。
キッド・フラッシュ（Kid Flash）
本名：ウォーリー・ウェスト2世。
アクアラッド（Aqualad）
本名：ジャクソン・ハイド。
スーパーボーイ（Superboy）
本名：ジョナサン・サミュエル・ケント。

## 書誌情報

### 翻訳版
- ティーン・タイタンズ：ダミアン・ノウズ・ベスト

小学館集英社プロダクション刊、2018年5月9日発売。ISBN 978-4796877305

### 原語版

#### ティーン・タイタンズ
| タイトル                                        | 発売日           | ISBN             |
| 1960年代の復刻版                                | 1960年代の復刻版 | 1960年代の復刻版 |
| ----------------------------------------------- | ---------------- | ---------------- |
| Showcase Presents: Teen Titans Vol.1            | 2006年4月        | 978-1401207885   |
| Showcase Presents: Teen Titans Vol.2            | 2007年10月       | 978-1401212520   |
| 2000年代                                        |                  |                  |
| Teen Titans: A Kid's Game                       | 2004年4月        | 978-1401203085   |
| Teen Titans: Family Lost                        | 2004年11月       | 978-1401202385   |
| Teen Titans: Beast Boys and Girls               | 2005年6月        | 978-1401204594   |
| Teen Titans: The Future is Now                  | 2005年12月       | 978-1401204754   |
| Teen Titans/Outsiders: The Insiders             | 2006年1月        | 978-1401209261   |
| Teen Titans: The Death and Return of Donna Troy | 2006年2月        | 978-1401209315   |
| Teen Titans: Life and Death                     | 2006年7月        | 978-1401209780   |
| Teen Titans: Titans Around the World            | 2007年2月        | 978-1401212179   |
| Teen Titans: Titans East                        | 2007年9月        | 978-1401214470   |
| Teen Titans: Titans of Tomorrow                 | 2008年7月        | 978-1401218072   |
| Teen Titans: On the Clock                       | 2008年12月       | 978-1401219710   |
| Teen Titans: Changing of the Guard              | 2009年8月        | 978-1401223090   |
| Teen Titans: Deathtrap                          | 2009年12月       | 978-1401225094   |
| Teen Titans: Child's Play                       | 2010年4月        | 978-1401226411   |
| Teen Titans: The Hunt for Raven                 | 2011年2月        | 978-1401230388   |
| Teen Titans: Team Building                      | 2011年11月       | 978-1401232566   |
| Teen Titans: Prime of Life                      | 2012年4月        | 978-1401234249   |
| The New 52（2012年–2014年）                     |                  |                  |
| Teen Titans Vol.1: It's Our Right to Fight      | 2012年9月        | 978-1401236984   |
| Teen Titans Vol.2: The Culling                  | 2013年6月        | 978-1401237998   |
| Teen Titans Vol.3: Death of the Family          | 2013年12月       | 978-1401243210   |
| Teen Titans Vol.4: Light and Dark               | 2014年7月        | 978-1401246242   |
| Teen Titans Vol.5: The Trial of Kid Flash       | 2015年2月        | 978-1401250539   |
| The New 52（2014年–2016年）                     |                  |                  |
| Teen Titans Vol.1: Blinded by the Light         | 2015年8月        | 978-1401252373   |
| Teen Titans Vol.2: Rogue Targets                | 2016年3月        | 978-1401261627   |
| Teen Titans Vol.3: The Sum of Its Parts         | 2016年8月        | 978-1401265205   |
| Teen Titans Vol.4: When Titans Fall             | 2017年2月        | 978-1401269777   |
| DC Rebirth（2016年–2018年）                     |                  |                  |
| Teen Titans Vol.1: Damian Knows Best            | 2017年6月        | 978-1401270773   |
| Teen Titans Vol.2: The Rise of Aqualad          | 2018年3月        | 978-1401275044   |
| Teen Titans Vol.3: The Return of Kid Flash      | 2018年10月       | 978-1401284596   |

#### ニュー・ティーン・タイタンズ
| タイトル                            | 発売日           | ISBN             |
| 1980年代の復刻版                    | 1980年代の復刻版 | 1980年代の復刻版 |
| ----------------------------------- | ---------------- | ---------------- |
| New Teen Titans Vol.1               | 2014年9月        | 978-1401251437   |
| New Teen Titans Vol.2               | 2015年4月        | 978-1401255329   |
| New Teen Titans Vol.3               | 2015年9月        | 978-1401258542   |
| New Teen Titans Vol.4               | 2016年1月        | 978-1401260859   |
| New Teen Titans Vol.5               | 2016年8月        | 978-1401263584   |
| New Teen Titans Vol.6               | 2017年2月        | 978-1401265762   |
| New Teen Titans Vol.7               | 2017年8月        | 978-1401271626   |
| New Teen Titans Vol.8               | 2017年12月       | 978-1401274962   |
|                                     |                  |                  |
| New Teen Titans: Terra Incognito    | 2006年12月       | 978-1401209728   |
| New Teen Titans: Games              | 2013年3月        | 978-1401203191   |
| New Teen Titans: The Judas Contract | 2017年5月        | 978-1401276911   |

#### タイタンズ
| タイトル                               | 発売日    | ISBN           |
| -------------------------------------- | --------- | -------------- |
| Titans: Old Friends                    | 2009年1月 | 978-1401220198 |
| Titans: Lockdown                       | 2009年9月 | 978-1401224769 |
| Titans: Fractured                      | 2010年5月 | 978-1401227760 |
| Titans: Villains for Hire              | 2011年3月 | 978-1401230487 |
| Titans: Family Reunion                 | 2011年9月 | 978-1401232931 |
| Titans: Brokhen Promises               | 未定      | 978-1401233600 |
| DC Rebirth（2016年–2018年）            |           |                |
| Titans Hunt                            | 2016年9月 | 978-1401265557 |
| Titans Vol.1: The Return of Wally West | 2017年3月 | 978-1401268176 |
| Titans Vol.2: Made in Manhattan        | 2017年9月 | 978-1401273774 |
| Titans Vol.3: A Judas Among Us         | 2018年2月 | 978-1401277598 |
| Titans Vol.4: Titans Apart             | 2018年9月 | 978-1401284480 |

## スピンオフ
タイニー・タイタンズ
ティーン・タイタンズのメンバーが小学生となった日常を描いた作品。

## 映画
ティーン・タイタンズ・ゴー! トゥ・ザ・ムービーズ（2018年）
| 役名                 | キャスト                 |
| -------------------- | ------------------------ |
| ロビン               | スコット・メンヴィル     |
| スターファイヤー     | ヒンデン・ウォルチ       |
| ビーストボーイ       | グレッグ・サイプス       |
| レイブン             | タラ・ストロング         |
| サイボーグ           | カリー・ペイトン         |
| スレイド             | ウィル・アーネット       |
| ジェイド・ウィルソン | クリスティン・ベル       |
| バルーンマン         | グレッグ・デイビーズ     |
| バットマン           | ジミー・キンメル         |
| スーパーマン         | ニコラス・ケイジ         |
| ワンダーウーマン     | ホールジー               |
| グリーンランタン     | リル・ヨッティ           |
| フラッシュ           | ウィル・ウィトン         |
| アトム               | パットン・オズワルト     |
| アクアマン           | エリック・バウザ         |
| プラスチックマン     | ジョーイ・カパビアンカ   |
| スーパーガール       | メレディス・サレンジャー |
| ジョー゠エル         | フレッド・タタショア     |

## ドラマ
TITANS/タイタンズ（2018–23年）
| 役名                                        | キャスト                   |
| ------------------------------------------- | -------------------------- |
| ディック・グレイソン / ナイトウィング       | ブレントン・スウェイツ     |
| コリー・アンダース / スターファイヤー       | アンナ・ジョップ           |
| レイチェル・ロス / レイブン                 | ティーガン・クロフト       |
| ガーフィールド・ローガン / ビーストボーイ   | ライアン・ポッター         |
| ジェイソン・トッド / ロビン                 | カラン・ウォルターズ       |
| コナー・ケント / スーパーボーイ             | ジョシュア・オーピン       |
| ドナ・トロイ / ワンダーガール               | コナー・レスリー           |
| ドーン・グランジャー / ダヴ                 | ミンカ・ケリー             |
| ハンク・ホール / ホーク                     | アラン・リッチソン         |
| ティム・ドレイク                            | Jay Lycurgo                |
| セバスチャン・サンガー / ブラザー・ブラッド | ジョセフ・モーガン         |
| ジョナサン・クレイン / スケアクロウ         | ヴィンセント・カーシーザー |
| ブルース・ウェイン                          | イアン・グレン             |
| スレイド・ウィルソン / デスストローク       | イーサイ・モラレス         |
| バーバラ・ゴードン                          | サバンナ・ウェルチ         |
| ブラックファイヤー                          | ダマリス・ルイス           |
| ローズ・ウィルソン / ラヴィッジャー         | チェルシー・チャン         |
| ジンクス                                    | リサ・アムバラヴァナー     |

## アニメ

### テレビアニメ
スーパーマン新冒険（1966年–1970年）
『The Superman/Aquaman Hour of Adventure』のシーズンに登場。
メンバーはキッドフラッシュ、ワンダーガール、スピーディ、アクアラッド。日本では『アクアマン』の中で放送、題名は不明。
ティーン・タイタンズ（2003年–2006年）
主要登場人物はロビン、スターファイヤー、サイボーグ、ビーストボーイ、レイブン。
バットマン:ブレイブ&ボールド（2008年–2011年）
第34話「サイドキックたちの成長 (原題：Sidekicks Assemble!)」で登場。
メンバーはロビン、アクアラッド、スピーディ。
ティーン・タイタンズGO!（2013年–現在）
カートゥーンネットワークで放映されている、登場キャラクターがデフォルメされたコメディアニメ。

### 長編アニメ
- ジャスティス・リーグ VS. ティーン・タイタンズ（2016年）
- ティーン・タイタンズ:ジューダス・コントラクト（2017年）

## ゲーム
インジャスティス:神々の激突（2013年）
2013年に発売された対戦型格闘ゲーム。
ナイトウィング、サイボーグ、レイブンがプレイアブルキャラクターとなっている。
インジャスティス2（2017年）
2017年に発売された対戦型格闘ゲーム。
ロビン、サイボーグ、スターファイヤー、ブルービートル、スーパーガールがプレイアブルキャラクターとなっている。